# Argent-Double
Der Argent-Double ist ein Fluss in Frankreich, der im Département Aude in der Region Okzitanien verläuft. Seine Quelle befindet sich in den Montagne Noire, an der Südostflanke der Serre d’Alaric (978 m), knapp außerhalb des Regionalen Naturparks Haut-Languedoc, im östlichen Gemeindegebiet von Lespinassière. Er entwässert zunächst in westlicher und südlicher Richtung durch die Landschaft Minervois, dreht in seinem Unterlauf auf Südost und mündet nach rund 37 Kilometern im Gemeindegebiet von La Redorte als linker Nebenfluss in die Aude. Knapp vor der Mündung unterquert der Argent-Double den parallel zur Aude verlaufenden Canal du Midi.

## Orte am Fluss
- Lespinassière
- Citou
- Caunes-Minervois
- Peyriac-Minervois
- Rieux-Minervois
- La Redorte